# 永恆的永遠
《永恆的永遠》（日语：トワノクオン）是日本的原創動畫電影系列，全六章。由著名監督飯田馬之介與BONES公司共同製作的原創動畫電影。
2011年6月18日在日本東京、大阪、名古屋、札幌、福冈五大城市同步上映，並且最終章於2011年11月26日公映。擔任人物設計的川元利浩指出，想與「飯田馬之介一起創作原創作品」，之後開始企劃。根據BONES公司董事長南雅彥的說法，由4年前的會議著手計劃時，飯田已有製作「獨創英雄動作片」的構想。可是，飯田監督在2010年突然病逝；因此，森健以「協力監督」的身份承繼作品，使企劃得以繼續執行。

## 故事簡介
在不遠的未來，有不少正處于青春期的少男少女突然覺醒某種能力——他們擁有把他們最渴望的想法化成現實的能力。雖然能夠把自己的想法化成現實看似很美好，但當他們濫用新能力時，他們便會被能力侵蝕而失去自我，最后化成怪物「Besutia」。同樣是能力者的男主角久遠，不但没有捨棄他們，更接受他們的靈魂、一同生活着，並組成名為「Attractor」的組織保護他們。另一方面，神秘的組織「Ordo」派出改造人部隊“Custodes”狩獵久遠等人，雙方展開了無盡的戰鬥……

## 登場人物

### Attractors
對覺醒的少年少女「Besutia」進行保護的組織，成員們在「FANTASIUM GARDEN」中擔當着工作人員的角色。
久遠
聲：神谷浩史
本作的主人公，看上去飄逸、外表像是非常普通的13、14歲少年，但實際年齡不詳。不時浮起深深的哀傷和激烈的憤怒表情，並且能察覺能力覺醒的人，立志保護所有能力覺醒的少年少女，更是「Attractor」的中心人物。與敵人戰鬥時會變為特殊的型態，「Ordo」稱這個形態為「インサニア」（拉丁語「發瘋」的意思）。發動這個形態時，力量、速度及戰鬥技巧均會提升，能力是控制水及金屬的型態，更有傷口治癒的能力。在第三集中使用了精神系能力，但根據神無月星志的說法，其精神系能力等級並不高。本名「三槌久遠」。
綺璃
聲：早見沙織
十幾歲的少女，當初是普通人，年幼時因父母傷亡的事故發生在眼前，使精神受創喪失聲音。二人一同生活的祖母陷入為臨死狀態的時候，那個悲哀成為扳機，利用歌聲從死亡的深淵喚回祖母復活，因此聲音得以恢復，並且治療的能力覺醒。本名「城崎綺璃」。
薙
聲：名塚佳織
穿着和服的女性，是守護着能力醒覺了的少年少女的「Attractor」其中一位成員。擁有强大的精神系能力，會透過心靈感應来協助久遠的行動。不過如果不戴上限制器的話會令周遭的任何人都能讀取其他人的思想。是舉止高雅的大姐姐。本名「龍紋寺薙」。
由里
聲：白石涼子
作為「Attractor」的戰鬥成員支援着久遠，是一名快樂開朗的女性。能力是快速移動。本名「曉由里子」。
深夕
聲：小見川千明
「Attractor」成員的少女，能力是與動物溝通。能力發動時不能與人類溝通，因此會利用畫畫進行交流。本名。

聲：入野自由
「Attractor」成員的少年，經常嘲諷久遠「你不可能挽救所有人」及「這是不可能」，儘管如此依然十分尊重及敬重久遠。能力是物質傳送，但是卻不能控制自如，每次使用後都會令身體一部分受傷。本名。
亮
聲：鈴木達央
「Attractor」的成員，能力是電子機器的多重操作。擔負著操作人員的的作用，入侵神秘組織「Ordo」的電腦，為久遠提供情報。本名「坂卷亮」。
勇馬
聲：小松未可子
「Attractor」的成員，在第一章時覺醒，因而被「Custos」追擊，後因久遠所救而加入成為「Attractor」的一員。能放出可以腐蝕觸碰的物質的泡沫狀攻擊。本名「数井勇馬」。
神無月星志
聲：大川透
充滿鬍鬚的中年男性，雖然他不是能力者，但卻是「Attractor」的合作夥伴，更是「Attractor」的根據地「FANTASIUM GARDEN」的所有者。曾做出與久遠從孩提時代便已認識的發言。

聲：小林沙苗
「Attractor」的成員，為成員進行治療，相當於健康管理的女醫師。不是能力者。

### Custodes
「Ordo」的實戰部隊，被稱為「WTOC」，目的是完全殲滅所有的「Besutia」。「WTOC」隊員是一班被改造成人工機械人的人組成，腦和神經以外的身體包括感情和肉體也被機器控制，可以說是像生物兵器一樣的存在（剩下某種程度作為人的思考及感情）。
上代源治
聲：三木真一郎
「Custodes」日本支部的指揮官。是一個甚麼事也尋求完美的男人。
Alpha
聲：中田讓治
機械人部隊的領導者，本名「海藤」。
Beta
聲：丹澤晃之
機械人部隊的成員，本名，是一名美國人。
Gamma
聲：三宅健太
機械人部隊的成員，本名，是一名法國人。
Delta
聲：寿美菜子
機械人部隊新加入的成員，亦是當中唯一一名女性成員，本名。對Epsilon有相當的好感
Epsilon
聲：鳥海浩輔
機械人部隊的成員，本名「風見瞬」。一直認為自己的父母和妹妹被「Besutia」殺死，因此自願加入「Custodes」。在第三集中重新回憶起當時的「Besutia」是自己的妹妹。擁有操控火焰的能力。能力暴走後身體組織會高速增生，侵蝕身體上的機械組織。
技術主管
聲：志村知幸
負責機械人部隊的開發及維修。本來應徵成為「WTOC」的隊員但落選。雖然經常說自己沒有人性，但其實是一個好人。

### 其他人物
聲：梶裕貴
第二章登場的人物，能夠對花的香味進行干涉，並且能夠控制聞到該味道的人的感情。

聲：小林由美子
第三章中，薙想救出的少年。
理沙
聲：遠藤舞衣
第三章及第四章中登場，風見瞬的妹妹。
永久
聲：下和田裕貴
第三章中登場，久遠的弟弟。

## 各章標題
| 章數   | 日文標題 | 中文標題   | 上映日期       | Blu-ray／DVD發售日期 |
| ------ | -------- | ---------- | -------------- | -------------------- |
| 第一章 |          | 泡沫之花瓣 | 2011年6月18日  | 2011年8月26日        |
| 第二章 |          | 混沌之蘭舞 | 2011年7月16日  | 2011年9月22日        |
| 第三章 |          | 夢幻之連坐 | 2011年8月13日  | 2011年10月26日       |
| 第四章 |          | 紅蓮之焦心 | 2011年9月10日  | 2011年11月25日       |
| 第五章 |          | 雙絕之來復 | 2011年11月5日  | 2011年12月22日       |
| 第六章 |          | 永久之久遠 | 2011年11月26日 | 2012年1月27日        |

## 製作人員
- 監督：飯田馬之介
- 協力監督：森健
- 系列構成：根元歲三
- 角色設計／動畫監督：川元利浩
- 概念設計：武半慎吾、出淵裕
- 設計成品：武半慎吾
- 美術設計：成田偉保、青井孝
- 美術監督：根本邦明
- 色彩設計：水田信子
- 攝影監督：福士享、木村俊也
- 特技監督：中村 豊
- 主要制作：水畑健二、齋藤恒德、吉岡毅
- 音響監督：若林和弘
- 音響效果：倉橋静男
- 音樂：川井憲次
- 動畫制作：BONES
- 製作：永久之久遠製作委員會（萬代影視、BONES、博報堂DY媒體夥伴、Showgate、Lantis、Movic、SonyPCL）

## 音樂
- 主題歌：「Reckless」

作詞．作曲：影山浩宣
編曲：LAZY
歌：LAZY
發售日：2011年7月13日
- 插入歌：「小さないのちのウタ」（第一章、第二章、第四章、第六章）

作詞：畑亞貴
作曲．編曲：川井憲次
歌：キリ（聲：早見沙織）
發售日：2011年7月13日
- 插入歌：「流星花：時空園」（第四章）

作詞：畑亞貴
作曲．編曲：川井憲次
歌：キリ（聲：早見沙織）
發售日：2011年7月13日
- Original Soundtracks：「トワノクオン　オリジナルサウンドトラック」

音樂：川井憲次
發售日：2011年11月23日

## 漫畫
- 標題為『永久之久遠 Episoid at Daybreak』的漫畫在《月刊Comp Ace》2011年5月號（角川書店）正式連載。

原作 - BONES
故事 - 根元歳三
漫畫 - たなか友基

## 外部連結
- 永久之久遠官網 （页面存档备份，存于）（日語）
- Tokyo TV Center的作品資料 （页面存档备份，存于）（日語）
- 永恆的永遠的X（前Twitter）（日語）